# Grigorij Kulik
Grigorij Ivanovič Kulik (rusky Григорий Иванович Кулик, ukrajinsky Григорій Іванович Кулик, Hryhorii Ivanovych Kulyk; 9. listopadu 1890, Dudnikove u Poltavy – 24. srpna 1950, Moskva) byl sovětský vojenský velitel, maršál Sovětského svazu a velitel dělostřelectva a modernizace Rudé armády. Byl znám jako nekompetentní velitel se znalostí vojenské technologie „zamrzlé v roce 1918“ a zavrhoval novinky, jako jsou tanky, protitankové zbraně a raketomety Kaťuša; před kritikou ho chránilo pouze jeho osobní přátelství se Stalinem ze společné služby za ruské občanské války. Měl katastrofální podíl na zastavení vývoje a modernizace sovětských ozbrojených sil v druhé polovině 30. let. Historiky i současníky byl všeobecně považován za tragickou postavu a nejneschopnějšího velitele Rudé armády.

## Mládí a revoluce
Narodil se ve vesnici Dudnikovo poblíž Poltavy v tehdejší poltavské gubernii v chudé ukrajinské rolnické rodině. V roce 1917 se přidal k bolševikům a stal se velitelem dělostřelectva Rudé armády na carycinské frontě. Zde se taky seznámil s vojenskými komisaři Josefem Stalinem a Klimentem Vorošilovem. S oběma navázal velice blízké vztahy. V průběhu obrany Carycinu před bělogvardějci nedosáhl nijak závratných úspěchů a velel jen malé dělostřelecké baterii. Přesto si získal velkou důvěru Josefa Stalina.

## Politické názory a působení v armádě
Vzhledem ke svému přátelství se Stalinem se Kulik velice brzy vyprofiloval jako představitel nejtvrdší stalinovské linie ve straně. Vůči Stalinovi choval téměř nesmrtelnou úctu a loajalitu a projevoval nenávist vůči jakékoli opozici. V roce 1935 se stal náčelníkem Ústřední dělostřelecké správy Rudé armády. Převzal tak otěže po čerstvě povýšeném maršálu Tuchačevském, který měl velké zásluhy na modernizaci, motorizaci a mechanizaci Rudé armády. Naproti tomu Kulik byl extrémním konzervativcem, popírajícím veškeré moderní trendy. Tvrdě prosazoval jezdectvo, odmítal vývoj protitankových děl s tím, že jsou slabá a stejně tak samopalů, o kterých se vyjádřil, že jsou „policejní zbraní nevhodnou do války“. V důsledku jeho názoru, že „miny jsou zbraně zbabělců“ neměli ženisté z Wehrmachtu víceméně žádné problémy během války s likvidací minových polí, neboť ta se v SSSR prakticky nenacházela.
Odpor k modernizaci a mechanizaci Rudé armády zašel, až tak daleko, že byl silným odpůrcem reforem maršála Michaila Tuchačevského a jeho teorie hlubokých operací a odmítal inovace, bojoval i proti výrobě známých a strategicky důležitých tanků T-34, KV-1 a raketovým systémům Kaťuša. Podílel se také na čistkách v důstojnickém sboru Rudé armády.

## Pád
Pád pro něj znamenala samotná druhá světová válka. Nejprve nebyl schopen organizovaně a účinně velet dělostřelectvu v Zimní válce. Kulik byl již tou dobou maršálem SSSR, ale tuto vojenskou hodnost nezískal z vojenských důvodů (sám před přáteli říkal, že se stal maršálem jako náplast za svoji ženu zavražděnou na rozkaz velitele NKVD Lavrintije Beriji). Velká vlastenecká válka pak znamenala definitivní konec jeho kariéry. Na počátku války koordinoval činnost frontů na západním směru, ale ztratil spojení, několik týdnů byl nezvěstný a až s notnou dávkou štěstí se na vlastní pěst dostal zpět za sovětské linie. Neuspěl ani jako velitel 54. armády na leningradské frontě, odkud byl 29. září pro nečinnost odvolán. Následně koordinoval činnost Jižního a Jihozápadního frontu na Krymu, ale zajímal se více o pitky, zpronevěru státního majetku, hromadění kořisti pro osobní prospěch a dokonce i využívání vojáků na stavbu své soukromé vily. Za tyto přečiny byl potrestán odvoláním z funkce a degradováním o 4 hodnosti na generálmajora. Roku 1943 byl o 1 stupeň povýšen a ještě jednou dostal svěřenu velitelskou funkci – velení 4. gardové armádě zálohy hlavního stanu. Krátce po jejím nasazení na frontu v srpnu během protiofenzívy u Bělgorodu jeho angažmá opět skončilo neslavně odvoláním, i když tentokrát bez skandálních okolností. Poté byl stejně jako mnozí jiní konzervativně uvažující důstojníci (např. Semjon Buďonnyj) odklizen na druhořadá místa a až do konce války působil jako zástupce náčelníka Hlavní správy formování a kompletování Rudé armády.
Za svou neslavnou kariéru měl sklon obviňovat kdekoho a v opilosti se hanlivě vyjadřoval dokonce i o Stalinovi, který nad ním definitivně přestal držet ochrannou ruku. V roce 1950 byl ve vykonstruovaném procesu popraven. V roce 1958 byl rehabilitován.

## Okolnosti a hodnocení
Světlou chvilkou v rámci jeho velení a působení ve velitelských funkcích se stal rok 1940, kdy u Stalina agitoval za propuštění nebo nové prověření vězněných polských vojáků a důstojníků. Snažil se předejít nebo zmírnit nadcházející Katyňský masakr. To ale nic nemění na faktu, že ho jeho podřízení nenáviděli, nazývali ho „krvelačným klaunem“ a byl považován za arogantního a nesnesitelného člověka, který nedokázal jednat s podřízenými: „Vězení nebo medaile!“ 